# Inge Lievaart
Ingetje Geertje (Inge) Lievaart (Oosterend, 14 april 1917 – Scheveningen, 15 oktober 2012) was een Nederlands dichteres. Ze was, vanwege de vaak mystieke en religieuze boodschap van haar gedichten, vooral bekend in protestants-christelijke kringen.

## Levensloop
Lievaart werd geboren op Texel, maar verhuisde op tienjarige leeftijd naar Ridderkerk. Ze publiceerde haar eerste bundel Biecht van een christen aan zijn volk in 1944, in de door Klaas Heeroma uitgegeven reeks In signo piscium. Omdat de opbrengst van de bundel bestemd was voor onderduikers, vond de publicatie plaats onder het pseudoniem Anna Terweel. Van vlak na de Tweede Wereldoorlog tot eind jaren 50 was ze betrokken bij het tijdschrift Ontmoeting, dat een podium bood aan schrijvers en dichters met een protestantse achtergrond.
Ze koos in haar gedichten vaak voor Japanse dichtvormen als haiku's en tanka's. In de tekst werd regelmatig verwezen naar natuurverschijnselen, zoals het ruisen, stromen of kolken van water. Gerrit Komrij nam het gedicht De stem van het water op in zijn bloemlezing De Nederlandstalige Poëzie van de Negentiende en de Twintigste Eeuw in duizend en enige gedichten. Ze schreef ook liedteksten, waarvan er drie zijn opgenomen in het Liedboek voor de Kerken.
Lievaart overleed op ruim 95-jarige leeftijd in Scheveningen.

## Werken (selectie)
Dichtbundels
- Biecht van een christen aan zijn volk (1944)
- De cirkel gebroken (1947)
- Nochtans (1950, niet gepubliceerd)
- Met de voelhoorn verwachting (1961)
- Nieuwe kindergebeden (1976)
- Van A tot O (1980)
- Tot al het harde zacht is (2006)
- De binnenkant van het zien (2007)

Bloemlezingen
- De vrouw over de vrouw, gedichten bijeengebracht door Inge Lievaart (1974, Kok Kampen, ISBN 90 242 5274 1)
- Verzamelde gedichten (2000)
- Een kind met de ogen van God (2005) (Kerst)
- Toen werd het morgen midden in de nacht (2005) (Pasen)
- De adem van God (2008) (Hemelvaart en Pinksteren)
- De toekomst is al gaande (2009) (de komst van Christus en zijn vredesrijk)

- Digitale Bibliotheek voor de Nederlandse Letteren: liev001
- Gemeinsame Normdatei: 173416705
- International Standard Name Identifier: 0000 0000 2829 6772
- Library of Congress Control Number: n86074417
- Nederlandse Thesaurus van Auteursnamen: 068996985
- Virtual International Authority File: 16248956
- WorldCat: E39PBJrKPdj6BFq3X46hBdWCcP